# Simeó I de Moscou
Simeó o Semen I Ivanovich Gordyi (Moscou, 7 de novembre de 1316 - Moscou, 27 d'abril de 1353). Dit l'Arrogant. Fill primogènit d'Ivan I Daniilovich, el seu predecessor, i de mare desconeguda. Príncep de Moscou (1341-1353) i Gran Príncep de Vladímir (1341-1353). Quart Príncep de Moscou després que Daniel I proclamés Moscou la seva capital.

## Les tres dones que marcaren part de la seva vida política
De la seva etapa com a infant, s'ha de destacar el seu casament aproximadament el 1333 amb Anastàsia, filla de Gedemin de Lituània, un gran rival del seu pare. D'aquesta, tingué dos fills: Basili (1338) i Constantí (1341). Ja com a Príncep de Moscou, el 1342 es casà amb una altra dona, Yevpraksia, filla de Teodor Svyatoslavitx, príncep de Smolensk. Aquesta unió no fou longeva, i tres anys després, es casà amb Maria, filla de l'etern rival dels moscovites, Aleksandr Mikhaïlovitx de Tver. Des d'èpoques de Daniel I la pugna entre aquestes dinasties havia estat viva. De Maria, tingué quatre fills: Daniel, Mikhaïl, Ivan i Simeó. S'ha d'apuntar, que el casament, havia d'haver estat oficiat pel metropolità del moment, Teognost, però no fou així, ja que aquest estava en desacord amb aquests tres casaments en tan poc temps.

## El canvi de rival en comparació amb els anteriors prínceps
Quant a la vida política de Simeó, cal destacar que pocs mesos després que accedís al càrrec de Príncep, obtingué fàcilment el yarlyk que l'acreditava com a Gran Príncep de Vladímir, atorgat pel kan de l'Horda d'Or. Algunes accions militars van ser les de 1341, contra la ciutat de Torzhok, que va afavorir l'enfortiment de la seva autoritat sobre Nóvgorod. El seu pare li posà les coses molt fàcils en aquest sentit, puix que mantingué sempre a ratlla el Principat de Nóvgorod. El 1351, l'armada de Simeó inicià un atac contra Smolensk, la qual es volia com a territori i també s'atacava per la deslleialtat enfront del kan.
En resum, els moviments polítics de Simeó I no giraven entorn del principat de Tver; amb l'enllaç dinàstic les bel·licitats s'havien calmat. Amb qui sí que mantingué sempre oberta una política d'hostilitats fou amb Lituània. Era un territori emergent, que estava mostrant una gran capacitat per combatre tota mena de conflictes armats. A més, acusava l'hegemonia de què disposava Mongòlia des de feia algun segle. Simeó va continuar la línia del seu pare, amb la que aquest sempre intentava afavorir el kan, i ser fidel al màxim dirigent de l'Orde d'Or. Aquest era el perquè de les hostilitats amb Lituània. D'altra banda, aquestes bones relacions amb el kan van confluir en uns millors privilegis que aquest li atorgava.

## L'arribada de la Pesta Negra amb la mort de Simeó
El 1352, com ja s'esperava des de 1348, la gran epidèmia que estava arrasant pobles sencers arribà a territori rus. Era la Pesta Negra. Per la primavera ja havia assolit Moscou, i durant els sis mesos següents molta gent acabà mort com a conseqüència d'aquesta dissort. Als personatges importants moscovites del moment li arribà aquesta epidèmia. Primer morí el metropolità Teognost, i darrere d'ell tots els fills de Simeó. Finalment, dos dels tres fills d'Ivan I també caigueren morts davant la gran desastre; el gran, el Príncep Simeó deixà d'existir el 26 d'abril de 1353, i per aquelles dates, el fill petit, Andrei, també sucumbí. El tron passà a mans de l'únic germà viu, Ivan II el Gloriós.
No sabem la possible agonia dels dies finals de l'únic Simeó moscovita, o el seu possible intent de fugida del gran perill, com molta gent va fer. L'únic que se sap és que va ser enterrat a l'església de l'Arcàngel Sant Miquel, creada pel seu pare.